# ノヴァテク
ノヴァテク（ロシア語: НОВАТЭК、英語: Novatek、ノバテクとも）は、ロシア連邦の独立系天然ガス生産・販売会社。天然ガス生産量はガスプロムに次いでロシア国内2位であり、2010年の生産量は対前年比15.2％増の376.54億m3であった。西シベリアチュメニ州ヤマロ・ネネツ自治管区タルコ=サレに本社があり、モスクワにメンテナンス・セールス事務所を持つ。
ノヴァテクの主要株主はプーチン大統領の旧友でもある石油トレーダーのゲンナジー・チムチェンコの所有するルクセンブルクのファンド、ヴォルガ・リソーシーズで、同社株の20.77％を保有する。次いでガスプロムが10%の株式を保有する。さらに9.4%の株式をガスプロムバンクが所有するが、ノヴァテク社CEOのレオニード・ミケルソンとゲンナジー・チムチェンコがこの株式を購入する権利を有している。  

## 事業

西シベリアのヤマロ・ネネツ自治管区

ノヴァテクの操業する主要なガス田は北極圏のYurkharovskoyeガス田である。
2009年5月27日、ノヴァテクはヴォルガ・リソーシーズから南タンベイスコエ鉱床を所有しているヤマルLNG社株51%を取得した。
2010年7月2日、北極圏のMalo-Yamalskoye鉱床の採掘権をもつタンベイネフチガス社を買収した。同鉱床はヤマル半島にあり、天然ガス埋蔵量1610億m3、コンデンセート埋蔵量1億4400万トンと推定されている。ノヴァテクとガスプロムはヤマル半島に天然ガスプラントを建設する計画である。また仏トタル社と共同でヤマロ・ネネツ自治管区のTermokarstovoye鉱床の開発を計画している。
2010年12月、ノヴァテクはガスプロムバンクからシブネフチガス社株51%を取得した。2011年1月、残る49％の株式を所有する株主（うち最大はイテラ社）に対して買収の申し入れを行った。シブネフチガスはヤマル-ネネツ地域（Beregovoye鉱床、Pyreinoye鉱床、Zapadno-Zapolyarnoye鉱床、Khadyryakhinskiy地域）の開発・生産権を持ち、全体で3953.3億m3の天然ガスと844万トンのガスコンデンセート埋蔵量が推定される。
更に、ノヴァテクは下記の会社の取得を計画している:
- SNPノヴァ（SNP Nova） - パイプライン建設会社
- プルネフチガス・ゲオロジヤ（Purneftegasgeologiya） - 天然ガス
- タルコサリェネフチガス（Tarkosaleneftegas） - 天然ガス
- ハンチェイネフチガス（Khancheyneftegas） - 天然ガス
- ユルハロフネフチガス（Yurkharovneftegas） - 天然ガス